# Patricia Kraus
Patricia Kraus (Milão, 1964-) é uma cantora espanhola.

## Biografia
Nasceu em Milão (Itália), porque o seu pai o tenor Alfredo Kraus, estudava naquela cidade. Começou a sua formação vocal aos 9 anos de idade, mais tarde ampliaria na lírica clássica com a ajuda da soprano Lina Huarte e o seu pai. Patrícia desviou-se para a música pop e rock. Começou a ser conhecida do grande público, por ter participado no  Festival Eurovisão da Canção 1987, representando a Espanha  com a canção  "No estás solo", com letra dela e com música composta por Rafael Martínez e Rafael Trabuchelli, que alcançou o 19.º lugar e 10 pontos concedidos pelo júri da  Grécia. 
Nos finais dos  anos 90 enveredou  por um projeto de música eletrónica e experimental com Daniel Assante con ele publicou dois discos que não tiveram grande sucesso comercial.  Em 1999, fundou, juntamente com Juan Belda e Juan Gómez Acebo, o grupo Wax beat, que editou dois discos.  Participou como professorana edição de  2006 da Operação Triunfo espanhola Em 2007 lançou um disco intitulado "Alma".

## Discografia

### Solo
- - Patricia Kraus (Zafiro, 1987)
  - De animales y de selva (WEA, 1989)
  - El eco de tu voz (Alía Discos, 1991)
  - Batería y voz en dos movimientos (Alía Discos, 1996)
  - Atlanterra (Alía Discos, 1998)
  - I am (1998)
  - Alma (Factoría Autor, 2007)

### Com Wax beat
- - Lava's lamp (2000)
  - Go outside and play (Boa Records, 2003)